# Saint-Aubin-les-Forges
Saint-Aubin-les-Forges és un municipi francès, situat al departament del Nièvre i a la regió de Borgonya - Franc Comtat. L'any 2007 tenia 438 habitants.

## Demografia

### Població
El 2007 la població de fet de Saint-Aubin-les-Forges era de 438 persones. Hi havia 184 famílies, de les quals 62 eren unipersonals (39 homes vivint sols i 23 dones vivint soles), 47 parelles sense fills, 55 parelles amb fills i 20 famílies monoparentals amb fills.
La població ha evolucionat segons el següent gràfic:
Habitants censats

### Habitatges
El 2007 hi havia 252 habitatges, 189 eren l'habitatge principal de la família, 41 eren segones residències i 22 estaven desocupats. 249 eren cases i 2 eren apartaments. Dels 189 habitatges principals, 150 estaven ocupats pels seus propietaris, 27 estaven llogats i ocupats pels llogaters i 12 estaven cedits a títol gratuït; 4 tenien una cambra, 17 en tenien dues, 34 en tenien tres, 55 en tenien quatre i 79 en tenien cinc o més. 148 habitatges disposaven pel capbaix d'una plaça de pàrquing. A 76 habitatges hi havia un automòbil i a 93 n'hi havia dos o més.

### Piràmide de població
La piràmide de població per edats i sexe el 2009 era:
| Homes | Edats   | Dones |
| ----- | ------- | ----- |
| 0     | 95 o +  | 0     |
| 0     | 90 a 94 | 4     |
| 0     | 85 a 89 | 0     |
| 0     | 80 a 84 | 4     |
| 12    | 75 a 79 | 8     |
| 20    | 70 a 74 | 12    |
| 0     | 65 a 69 | 12    |
| 16    | 60 a 64 | 8     |
| 12    | 55 a 59 | 24    |
| 36    | 50 a 54 | 16    |
| 12    | 45 a 49 | 16    |
| 16    | 40 a 44 | 4     |
| 12    | 35 a 39 | 16    |
| 16    | 30 a 34 | 16    |
| 16    | 25 a 29 | 4     |
| 8     | 20 a 24 | 4     |
| 28    | 15 a 19 | 8     |
| 8     | 10 a 14 | 20    |
| 8     | 5 a 9   | 16    |
| 8     | 0 a 4   | 4     |

## Economia
El 2007 la població en edat de treballar era de 288 persones, 215 eren actives i 73 eren inactives. De les 215 persones actives 201 estaven ocupades (112 homes i 89 dones) i 15 estaven aturades (7 homes i 8 dones). De les 73 persones inactives 29 estaven jubilades, 24 estaven estudiant i 20 estaven classificades com a «altres inactius».

### Ingressos
El 2009 a Saint-Aubin-les-Forges hi havia 191 unitats fiscals que integraven 449 persones, la mediana anual d'ingressos fiscals per persona era de 18.233 €.

### Activitats econòmiques
Dels 6 establiments que hi havia el 2007, 1 era d'una empresa de comerç i reparació d'automòbils, 1 d'una empresa de transport, 1 d'una empresa d'hostatgeria i restauració, 2 d'entitats de l'administració pública i 1 d'una empresa classificada com a «altres activitats de serveis».
Dels 2 establiments de servei als particulars que hi havia el 2009, 1 era un taller de reparació d'automòbils i de material agrícola i 1 restaurant.
L'any 2000 a Saint-Aubin-les-Forges hi havia 13 explotacions agrícoles que ocupaven un total de 904 hectàrees.

## Equipaments sanitaris i escolars
El 2009 hi havia una escola maternal integrada dins d'un grup escolar amb les comunes properes formant una escola dispersa.

## Poblacions més properes
El següent diagrama mostra les poblacions més properes.